# Loteae
Loteae DC., 1825 è una tribù di piante della famiglia delle Fabacee (sottofamiglia Faboideae).

## Tassonomia
La tribù comprende circa 300 specie nei seguenti generi:
- Acmispon Raf.
- Anthyllis L.
- Antopetitia A. Rich.
- Coronilla L.
- Cytisopsis Jaub. & Spach
- Dorycnopsis Boiss.
- Hammatolobium Fenzl
- Hippocrepis L.
- Hosackia Douglas ex Lindl.
- Hymenocarpos Savi
- Kebirita Kramina & D.D. Sokoloff
- Lotus L.
- Ornithopus L.
- Ottleya D.D. Sokoloff
- Podolotus Royle
- Pseudolotus Rech.f.
- Scorpiurus L.
- Tripodion Medik.